# Anelasmocephalus pusillus
Espèce
Anelasmocephalus pusillus est une espèce d'opilions dyspnois de la famille des Trogulidae.

## Distribution
Cette espèce est endémique de Corse en France.

## Description
Le syntype mesure 3,2 mm
Les mâles mesurent de 2,2 à 2,5 mm et les femelles de 2,4 à 2,8 mm.

## Systématique et taxinomie
Cette espèce a été décrite par Simon en 1879.

## Publication originale
- Simon, 1879 : « Les Ordres des Chernetes, Scorpiones et Opiliones. » Les Arachnides de France, vol. 7, p. 1-332.